# Назарова, Татьяна Сергеевна
Татьяна Сергеевна Назарова (род. 27 апреля 1938 года) — советский и российский учёный-педагог, д.п.н. (1989), профессор (1992), член-корреспондент РАО (1993).
Заведующая Центром средств обучения Института общего среднего образования РАО.
С 2011 по 2014 году — ведущий научный сотрудник учебно-научной лаборатории развития гендерного образования факультета педагогического образования МГУ.